# Ber Pomeranc
Ber Pomeranc, także Berl Pomerantz (ur. 1901, zm. w grudniu 1942 w okolicach Janowa) – poeta i tłumacz piszący po hebrajsku.

## Życiorys
Urodził się w 1901 roku we wsi pod Pińskiem. Studiował w hebrajskim seminarium nauczycielskim i konserwatorium w Wilnie. W tym czasie nauczył się także płynnie mówić po polsku. Po studiach nauczał języka hebrajskiego w Janowie, w szkole prowadzonej przez Tarbut.   
Na początku lat 30. wyjechał do Warszawy, gdzie zmagał się z problemami finansowymi. By utrzymać się, tłumaczył z jidysz i z polskiego; jego przekłady ukazywały się m.in. na łamach magazynu „Ha-Tekufa”. Przetłumaczył m.in. Wesele Stanisława Wyspiańskiego (1938) które ukazało się nakładem wydawnictwa Abrahama Josefa Sztybla. Bezskutecznie próbował pozyskać zgodę od władz brytyjskich na wyjazd do Palestyny. W 1932 roku, m.in. wraz z Malkielem Lusternikiem, założył czasopismo literackie „Reszit”, którego celem była popularyzacja literatury hebrajskiej, zaś pięć lat później należał z Lusternikiem i Natanem Eckiem do redakcji kwartalnika „Tchumim” (1937–1938). Jego twórczość często gościła na łamach izraelskiego czasopisma literackiego „Giljonot”. W 1935 roku ukazał się jego pierwszy tomik poetycki Bi-Sfatajim el ha-sela. Jego drugi zbiór Halon ba-jaar (1939) był ostatnią książką po hebrajsku, którą wydano w Polsce przed Zagładą Żydów. Jego wiersze z okresu okupacji nie zachowały się. W grudniu 1942 roku został zastrzelony przez nazistów w okolicach Janowa (gdzie mieszkała jego matka).   
Twórczość Pomeranca należała do najważniejszych osiągnięć poezji hebrajskiej w Polsce okresu międzywojennego. Utrzymane w duchu modernizmu utwory pisane wierszem wolnym charakteryzowały się świeżym podejściem do leksyki, łącząc kolokwialne elementy z archaizmami i neologizmami. Większość tematów jego dzieł wywodziło się z bezpośredniego otoczenia: realistycznie opisywał elementy współczesnego, bezosobowego miasta, unikając jednocześnie nostalgicznej wizji życia na wsi.